# Nozomu Katō
Nozomu Katō (jap. 加藤 望, Katō Nozomu; * 7. Oktober 1969 in der Präfektur Miyagi) ist ein ehemaliger japanischer Fußballspieler und -trainer.

## Karriere
Katō erlernte das Fußballspielen in der Schulmannschaft der Tohoku Gakuin High School und der Universitätsmannschaft der Tokai-Universität. Seinen ersten Vertrag unterschrieb er 199 bei Hitachi (heute: Kashiwa Reysol). Der Verein spielte in der zweithöchsten Liga des Landes, der Japan Football League. 1994 wurde er mit dem Verein Vizemeister der Japan Football League und stieg in die J1 League auf. 1999 gewann er mit dem Verein den J.League Cup. Für den Verein absolvierte er 288 Spiele. 2005 wechselte er zum Zweitligisten Shonan Bellmare. Für den Verein absolvierte er 170 Spiele. Ende 2008 beendete er seine Karriere als Fußballspieler.

## Erfolge
Kashiwa Reysol
- J.League Cup

Sieger: 1999